# Gerygone sulphurea
Gerygone sulphurea es una especie de ave Passeriformes del género Gerygone, que pertenece a la Superfamilia Meliphagoidea (familia de los Pardalotidae, perteneciente a la subfamilia Acanthizidae).

## Subespecies
- Gerygone sulphurea flaveola
- Gerygone sulphurea muscicapa
- Gerygone sulphurea rhizophorae
- Gerygone sulphurea simplex
- Gerygone sulphurea sulphurea

## Localización
Esta especie de ave se encuentra en Filipinas.